# Barbodes lateristriga
Barbodes lateristriga é um barbo do gêneros Barbus e Puntius, ocorre em água doce no sudeste asiático da península da Malásia até o Bornéu. Muitos barbos são populares entre os aquariófilos, mas este é demasiado grande para ser uma espécie muito procurada.